# Léal Souvenir
Il Ritratto di giovane detto Timoteo (Tymotheos) è un dipinto di Jan van Eyck databile al 1432 e conservato nella National Gallery di Londra. Si tratta di un olio su tavola e misura 34,5×19 cm. L'opera è uno dei più antichi ritratti alla "maniera fiamminga", che rivoluzionarono questo genere pittorico.

## Descrizione e stile
Non si conosce il nome del personaggio raffigurato, ma alcune informazioni si trovano sull'iscrizione sul parapetto marmoreo in trompe-l'œil. Tra queste spicca, in lettere più grandi e dipinte come se fossero incise nel marmo, "Leal Sovvenir", cioè la presentazione del ritratto come ricordo fedele dell'aspetto della persona rappresentata, non come un'opera idealizzata o simbolica.
Il personaggio è rappresentato di tre quarti e non guarda lo spettatore, a differenza della tradizione tardogotica che utilizzava soprattutto il profilo. Un contatto con l'osservatore è suggerito dalla mano (che tiene un cartiglio arrotolato) protesa in scorcio verso il parapetto che separa il personaggio da chi guarda.
Il fondo scuro è una caratteristica frequente nei ritratti fiamminghi della prima metà del XV secolo, a cui si sostituiranno poi fondali architettonici e paesaggi.